# Saint-Savin (Gironde)
Pour les articles homonymes, voir Saint-Savin.
Saint-Savin est une commune du Sud-Ouest de la France, située dans le département de la Gironde (région Nouvelle-Aquitaine).

## Géographie

### Localisation

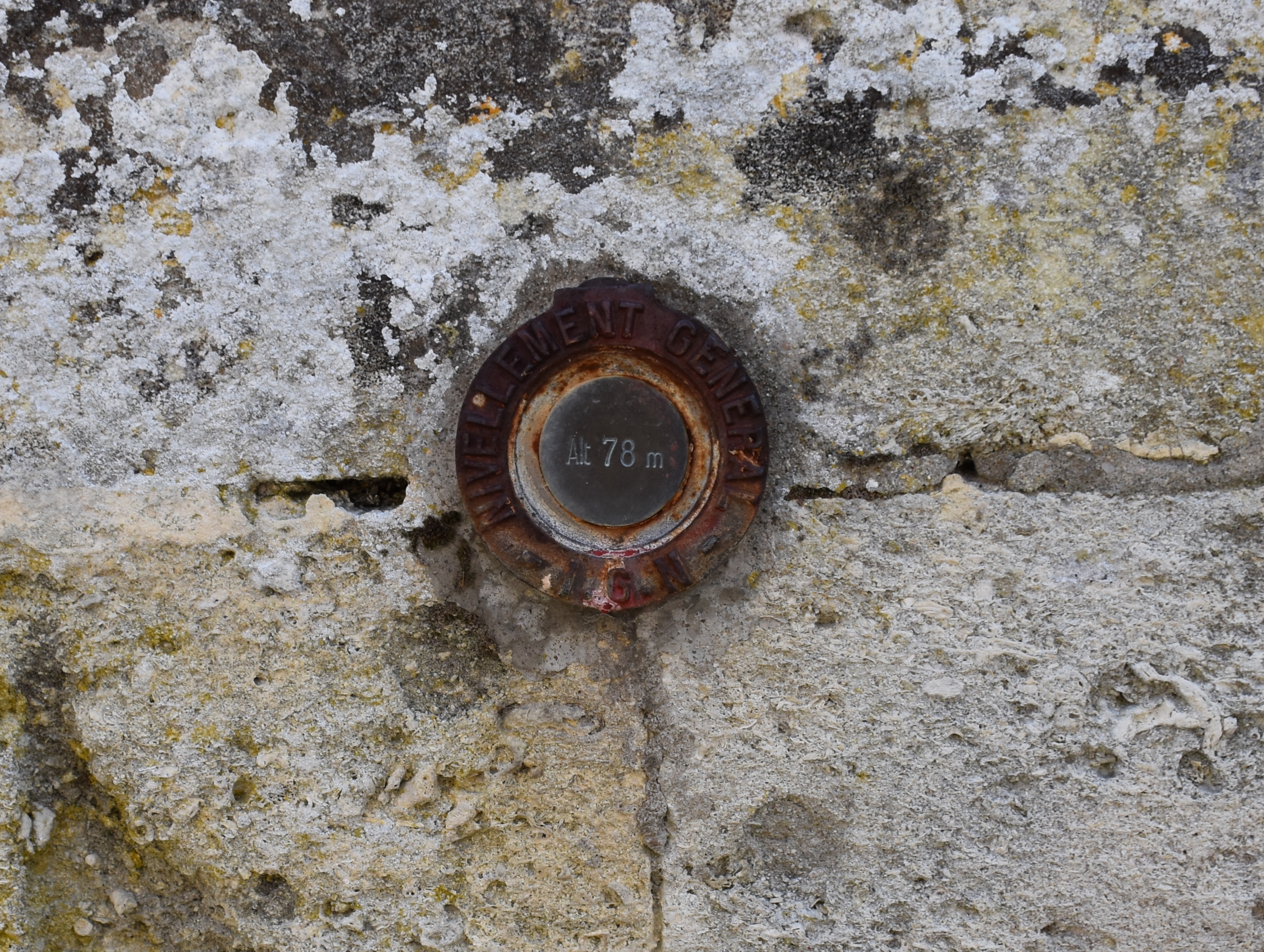
Borne de nivellement sur l'église - Altitude 78 m.

Commune de l'aire d'attraction de Bordeaux (dans l'unité urbaine de Saint-Savin - Saint-Yzan-de-Soudiac), située dans le Blayais entre l'autoroute A10 et la route nationale RN10. C'est une commune limitrophe avec le département de la Charente-Maritime

### Communes limitrophes
Les communes limitrophes sont  Bussac-Forêt, Civrac-de-Blaye, Donnezac, Reignac, Saint-Christoly-de-Blaye, Saint-Mariens, Saint-Yzan-de-Soudiac et Saugon.
| Reignac                  | Donnezac        | Bussac-Forêt (Charente-Maritime) |
| Saugon                   | Saint-Savin     | Saint-Yzan-de-Soudiac            |
| Saint-Christoly-de-Blaye | Civrac-de-Blaye | Saint-Mariens                    |

### Climat
Le climat qui caractérise la commune est qualifié, en 2010, de « climat océanique altéré », selon la typologie des climats de la France qui compte alors huit grands types de climats en métropole. En 2020, la commune ressort du même type de climat dans la classification établie par Météo-France, qui ne compte désormais, en première approche, que cinq grands types de climats en métropole. Il s’agit d’une zone de transition entre le climat océanique, le climat de montagne et le climat semi-continental. Les écarts de température entre hiver et été augmentent avec l'éloignement de la mer. La pluviométrie est plus faible qu'en bord de mer, sauf aux abords des reliefs.
Les paramètres climatiques qui ont permis d’établir la typologie de 2010 comportent six variables pour les températures et huit pour les précipitations, dont les valeurs correspondent à la normale 1971-2000. Les sept principales variables caractérisant la commune sont présentées dans l'encadré ci-après.
| Paramètres climatiques communaux sur la période 1971-2000 - Moyenne annuelle de température : 12,9 °C - Nombre de jours avec une température inférieure à −5 °C : 2,4 j - Nombre de jours avec une température supérieure à 30 °C : 6,5 j - Amplitude thermique annuelle : 14,5 °C - Cumuls annuels de précipitation : 907 mm - Nombre de jours de précipitation en janvier : 12,2 j - Nombre de jours de précipitation en juillet : 7,3 j |

Avec le changement climatique, ces variables ont évolué. Une étude réalisée en 2014 par la Direction générale de l'Énergie et du Climat complétée par des études régionales prévoit en effet que la  température moyenne devrait croître et la pluviométrie moyenne baisser, avec toutefois de fortes variations régionales. La station météorologique de Météo-France installée sur la commune et mise en service en 1993 permet de connaître l'évolution des indicateurs météorologiques. Le tableau détaillé pour la période 1981-2010 est présenté ci-après.
| Mois                                  | jan.            | fév.            | mars          | avril         | mai            | juin         | jui.         | août          | sep.          | oct.            | nov.            | déc.            | année      |
| ------------------------------------- | --------------- | --------------- | ------------- | ------------- | -------------- | ------------ | ------------ | ------------- | ------------- | --------------- | --------------- | --------------- | ---------- |
| Température minimale moyenne (°C)     | 3,3             | 3,5             | 5,4           | 7,4           | 10,9           | 13,9         | 15,4         | 15,5          | 12,5          | 10,5            | 6               | 3,4             | 9          |
| Température moyenne (°C)              | 6,6             | 7,6             | 10,4          | 12,7          | 16,5           | 19,8         | 21,4         | 21,6          | 18,2          | 15,2            | 9,6             | 6,6             | 13,9       |
| Température maximale moyenne (°C)     | 9,9             | 11,7            | 15,4          | 17,9          | 22,1           | 25,7         | 27,4         | 27,7          | 24            | 19,9            | 13,2            | 9,8             | 18,8       |
| Record de froid (°C) date du record   | −8,7 01.01.1997 | −11,4 11.02.12  | −9,2 01.03.05 | −1 04.04.1996 | 2,1 14.05.1995 | 5,8 01.06.06 | 9,2 12.07.00 | 8,7 31.08.10  | 4,7 25.09.02  | −2,5 30.10.1997 | −6,9 22.11.1998 | −9,3 30.12.1996 | −11,4 2012 |
| Record de chaleur (°C) date du record | 18 25.01.1995   | 23,3 15.02.1998 | 26,6 20.03.05 | 31,3 30.04.05 | 34 27.05.05    | 39 22.06.03  | 39 18.07.06  | 41,6 04.08.03 | 36,5 03.09.05 | 31,4 03.10.11   | 22,5 02.11.05   | 19,2 07.12.00   | 41,6 2003  |
| Précipitations (mm)                   | 80,6            | 63,1            | 61,5          | 71,4          | 65,4           | 55           | 48           | 51,2          | 68,2          | 82,8            | 93,2            | 93,8            | 834,2      |

## Urbanisme

### Typologie
Au 1er janvier 2024, Saint-Savin est catégorisée bourg rural, selon la nouvelle grille communale de densité à sept niveaux définie par l'Insee en 2022.
Elle appartient à l'unité urbaine de Saint-Savin-Saint-Yzan-de-Soudiac, une agglomération intra-départementale regroupant deux  communes, dont elle est ville-centre,,. Par ailleurs la commune fait partie de l'aire d'attraction de Bordeaux, dont elle est une commune de la couronne,. Cette aire, qui regroupe 275 communes, est catégorisée dans les aires de 700 000 habitants ou plus (hors Paris),.

### Occupation des sols

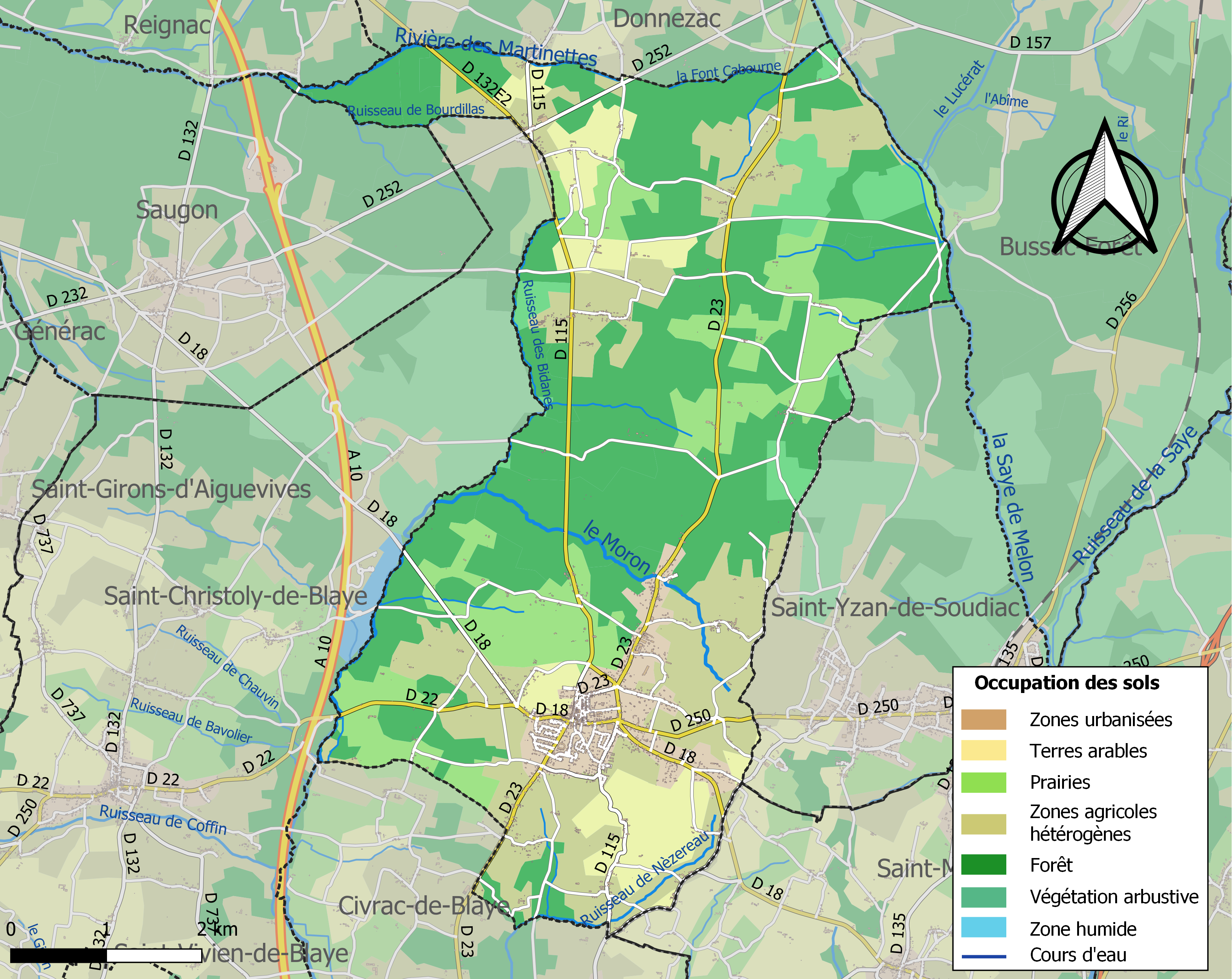
Carte des infrastructures et de l'occupation des sols de la commune en 2018 (CLC).

L'occupation des sols de la commune, telle qu'elle ressort de la base de données européenne d’occupation biophysique des sols Corine Land Cover (CLC), est marquée par l'importance des forêts et milieux semi-naturels (48,7 % en 2018), en augmentation par rapport à 1990 (47 %). La répartition détaillée en 2018 est la suivante : 
forêts (44,6 %), zones agricoles hétérogènes (23,9 %), prairies (14,2 %), cultures permanentes (7,7 %), zones urbanisées (5,5 %), milieux à végétation arbustive et/ou herbacée (4 %). L'évolution de l’occupation des sols de la commune et de ses infrastructures peut être observée sur les différentes représentations cartographiques du territoire : la carte de Cassini (XVIIIe siècle), la carte d'état-major (1820-1866) et les cartes ou photos aériennes de l'IGN pour la période actuelle (1950 à aujourd'hui).

### Risques majeurs
Le territoire de la commune de Saint-Savin est vulnérable à différents aléas naturels : météorologiques (tempête, orage, neige, grand froid, canicule ou sécheresse), feux de forêts, mouvements de terrains et séisme (sismicité faible). Il est également exposé à un risque technologique, le risque nucléaire. Un site publié par le BRGM permet d'évaluer simplement et rapidement les risques d'un bien localisé soit par son adresse soit par le numéro de sa parcelle.

#### Risques naturels
Saint-Savin est exposée au risque de feu de forêt. Depuis le 20 avril 2016, les départements de la Gironde, des Landes et de Lot-et-Garonne disposent d’un règlement interdépartemental de protection de la forêt contre les incendies. Ce règlement vise à mieux prévenir les incendies de forêt, à faciliter les interventions des services et à limiter les conséquences, que ce soit par le débroussaillement, la limitation de l’apport du feu ou la réglementation des activités en forêt. Il définit en particulier cinq niveaux de vigilance croissants auxquels sont associés différentes mesures,.
Les mouvements de terrains susceptibles de se produire sur la commune sont des tassements différentiels.

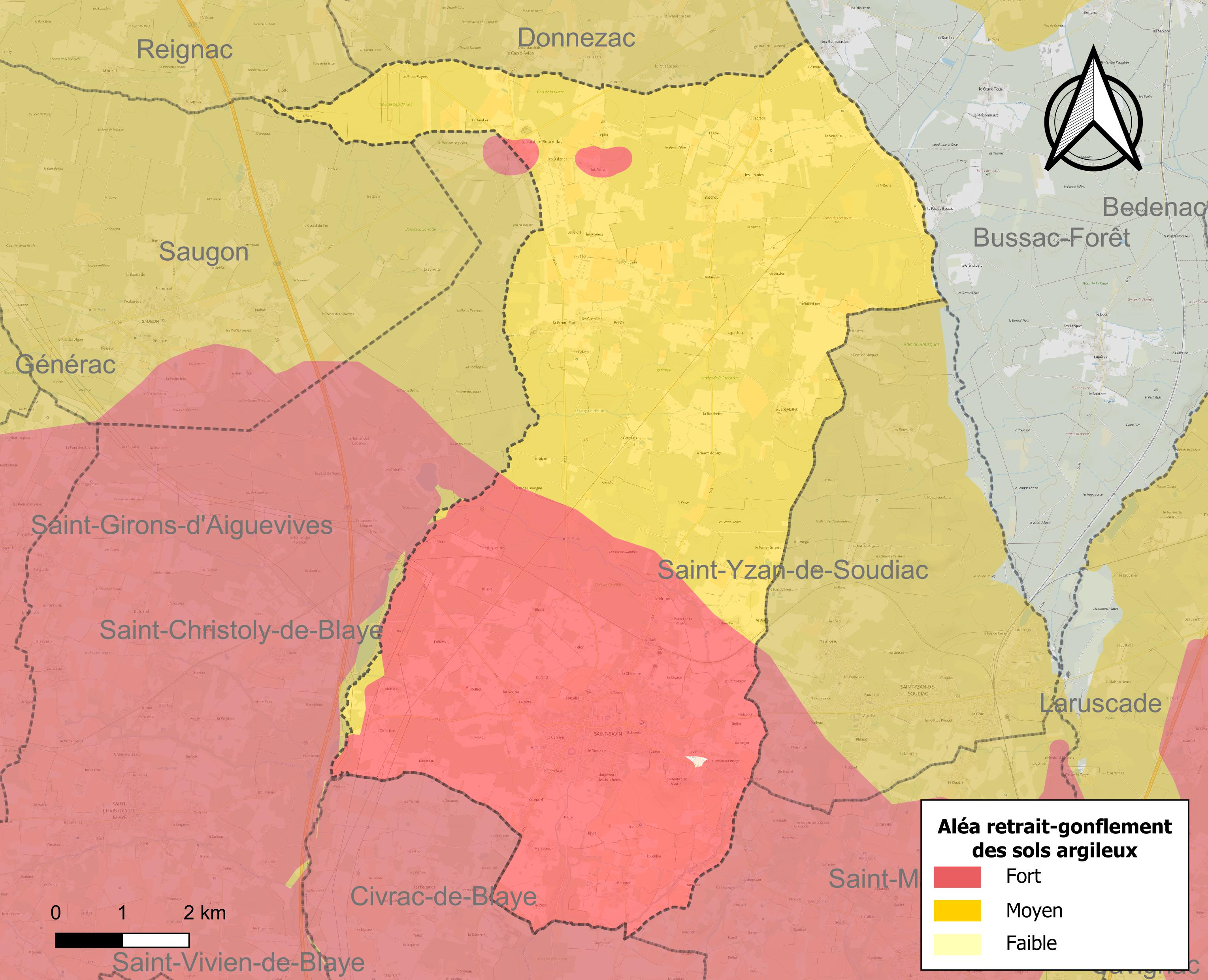
Carte des zones d'aléa retrait-gonflement des sols argileux de Saint-Savin.

Le retrait-gonflement des sols argileux est susceptible d'engendrer des dommages importants aux bâtiments en cas d’alternance de périodes de sécheresse et de pluie. 99,9 % de la superficie communale est en aléa moyen ou fort (67,4 % au niveau départemental et 48,5 % au niveau national). Sur les 1 295 bâtiments dénombrés sur la commune en 2019, 1 294 sont en aléa moyen ou fort, soit 100 %, à comparer aux 84 % au niveau départemental et 54 % au niveau national. Une cartographie de l'exposition du territoire national au retrait gonflement des sols argileux est disponible sur le site du BRGM,.
La commune a été reconnue en état de catastrophe naturelle au titre des dommages causés par les inondations et coulées de boue survenues en 1982, 1988, 1999 et 2009, par la sécheresse en 1989, 2003 et 2011 et par des mouvements de terrain en 1999.

#### Risques technologiques
La commune étant située totalement dans le périmètre du plan particulier d'intervention (PPI) de 20 km autour de la centrale nucléaire du Blayais, elle est exposée au risque nucléaire. En cas d'accident nucléaire, une alerte est donnée par différents médias (sirène, sms, radio, véhicules). Dès l'alerte, les personnes habitant dans le périmètre de 2 km se mettent à l'abri. Les personnes habitant dans le périmètre de 20 km peuvent être amenées, sur ordre du préfet, à évacuer et ingérer des comprimés d’iode stable,,.

## Toponymie
Le nom de la commune provient de saint Savin, saint pyrénéen ou poitevin. L'église abrite une sculpture de ce martyr du Ve siècle.

## Histoire

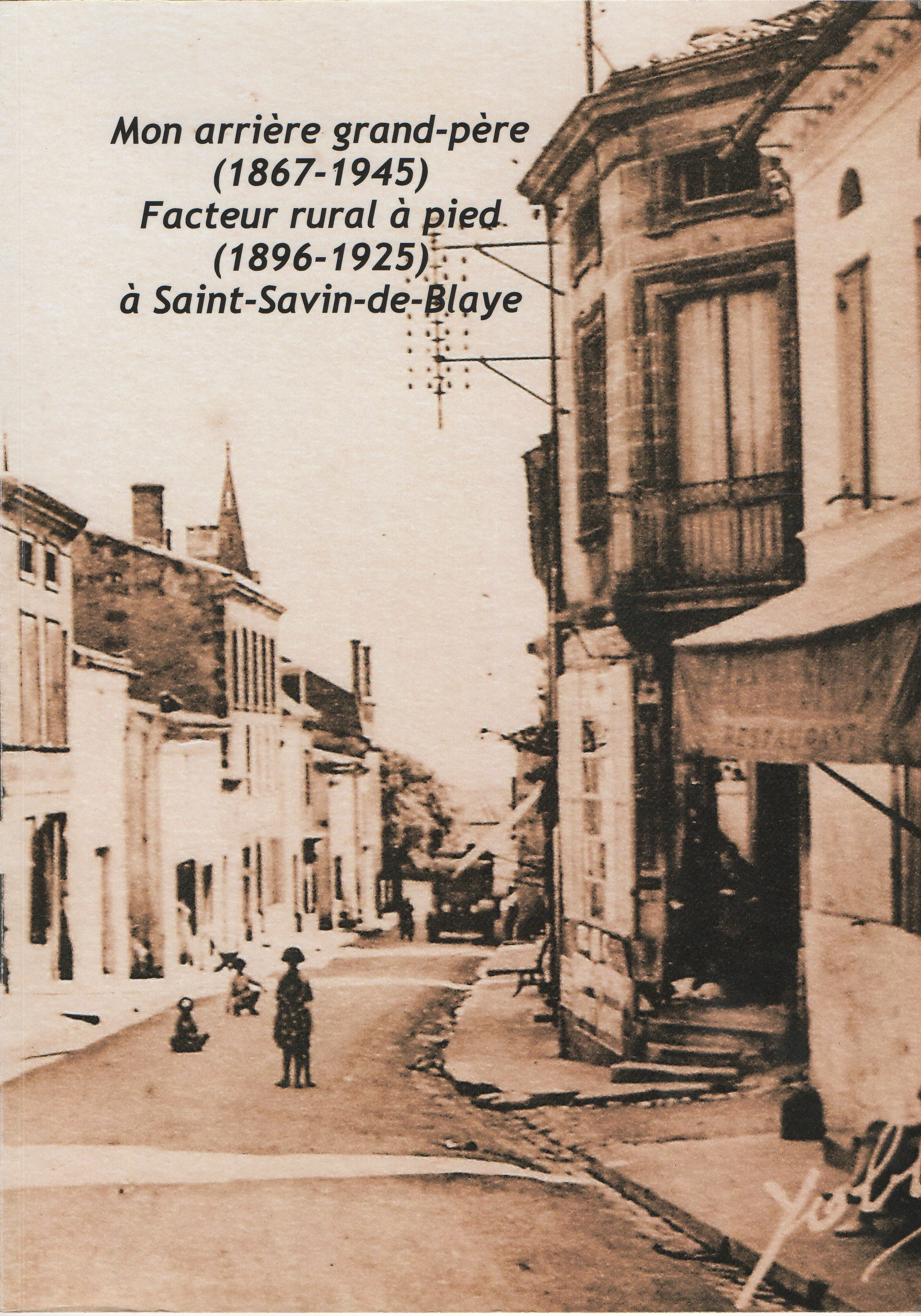
Photo ancienne de Saint-Savin-de-Blaye

Au cours de la période de la Convention nationale (1792-1795), les paroisses de Saint-Savin et Saint-Yzan sont réunies afin de ne former qu’une seule commune, baptisée à cette époque révolutionnaire, « Le Mont-des-Landes ». Cela ne dure qu’à peine cent ans : Saint-Yzan obtient en 1887 son propre conseil municipal.
Au XIXe siècle, la commune connait un certain développement économique grâce à construction de la ligne de chemin de fer desservant Blaye et Saint-Mariens, passant par Saint-Savin. Elle connaît au XXe siècle un intense trafic, notamment pour le transport de céréales vers le silo de Blaye.
Aujourd'hui, l'ancienne gare de Saint-Savin est un établissement qui existe encore mais ne fonctionne plus, tout comme la ligne de chemin de fer qui a arrêté son activité de transport de céréales quelque temps après l'explosion des silos à grains  de Blaye.

## Politique et administration

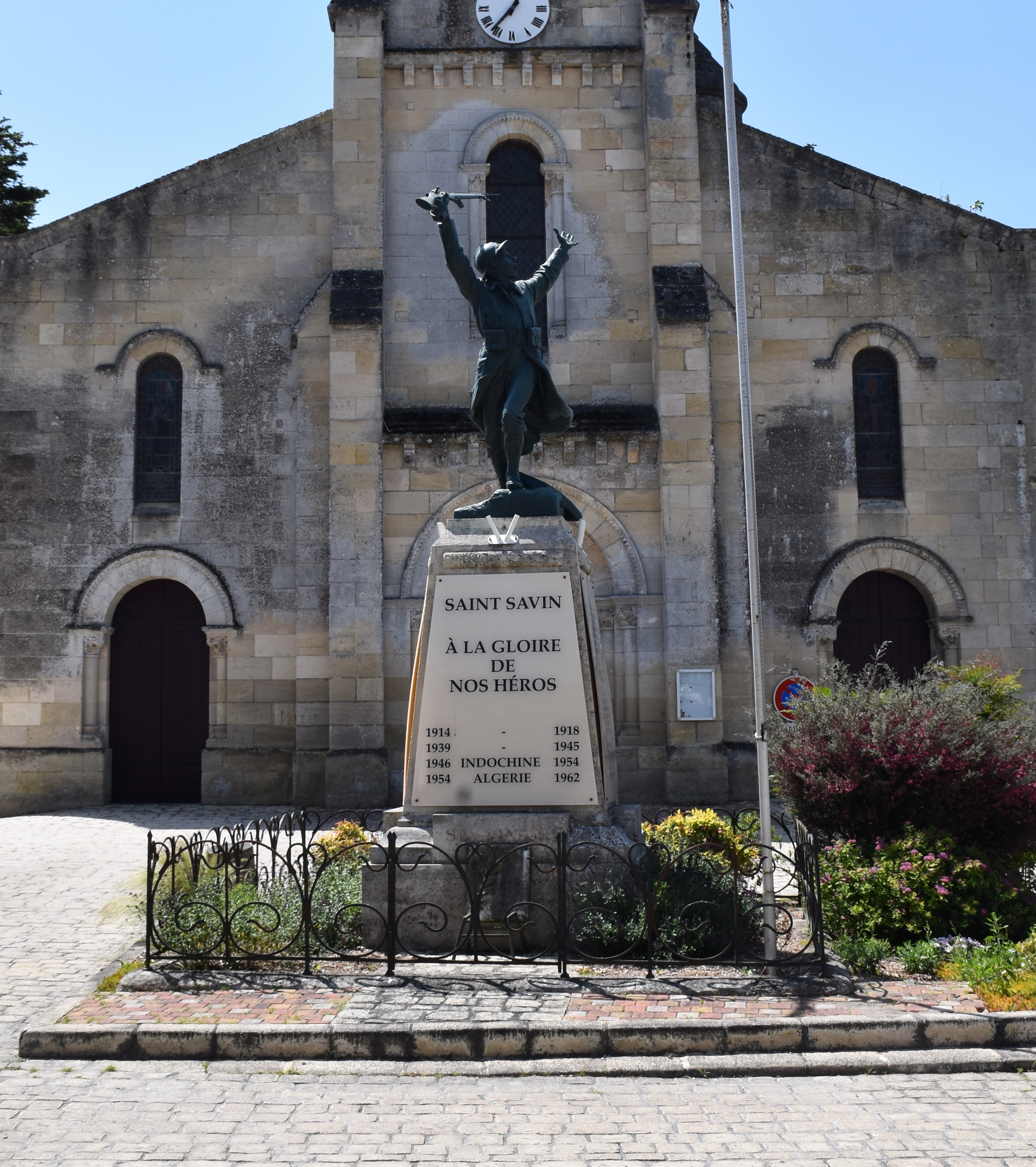
Le monument aux morts.

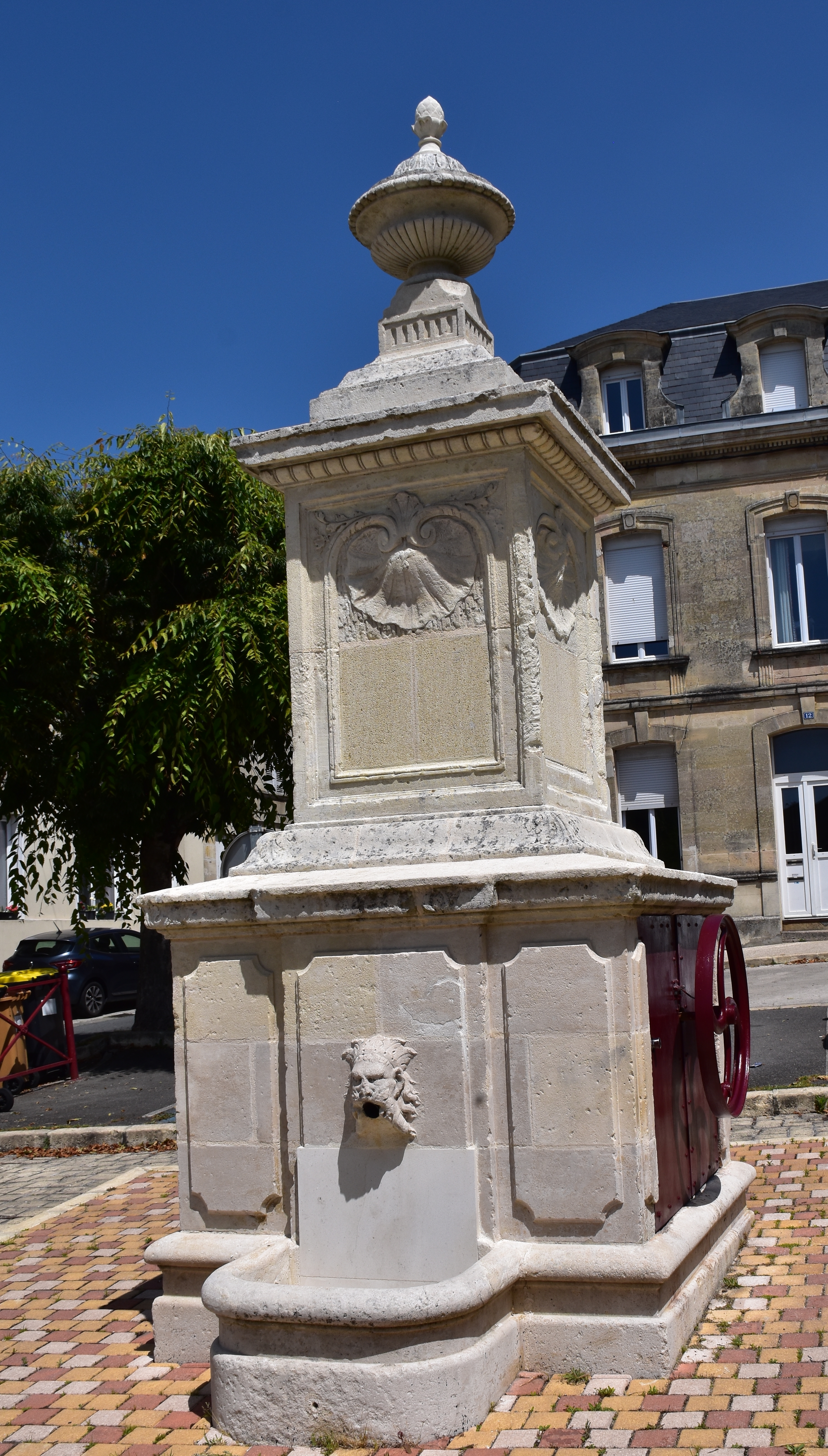
Ancienne fontaine publique.

Saint-Savin est l'ancien chef-lieu de l'ancien canton de Saint-Savin et est le siège de la communauté de communes Latitude Nord Gironde.
Saint-Savin abrite plusieurs administrations et services publics sur son territoire : un bureau de poste, une bibliothèque, une brigade de gendarmerie, une trésorerie, une mission locale d'insertion ainsi qu'une caserne de sapeurs-pompiers. Elle abrite également le siège de l'Association de Maintien et de Soins A Domicile (AMSAD) de la Haute Gironde, 3ème employeur du secteur.

### Tendances politiques et résultats
La ville est administrée depuis 2014 par Alain Renard, également vice-président du conseil départemental de la Gironde, ainsi que de la communauté de communes Latitude Nord Gironde, dont il fut le président de 1999 à 2008.
Pour les élections municipales de 2020, Alain Renard (PS) est réélu au premier tour avec 56,20 % des voix contre 43,80 % pour Edwige Diaz, déléguée départementale du Rassemblement national.

### Administration municipale
Le conseil municipal est composé de vingt-trois membres, dont le maire et 6 adjoints.
Voici le partage du conseil municipal de Saint-Savin :

## Population et société

### Démographie

#### Évolution démographique
L'évolution du nombre d'habitants est connue à travers les recensements de la population effectués dans la commune depuis 1793. Pour les communes de moins de 10 000 habitants, une enquête de recensement portant sur toute la population est réalisée tous les cinq ans, les populations de référence des années intermédiaires étant quant à elles estimées par interpolation ou extrapolation. Pour la commune, le premier recensement exhaustif entrant dans le cadre du nouveau dispositif a été réalisé en 2008.

En 2022, la commune comptait 3 468 habitants, en évolution de +8,61 % par rapport à 2016 (Gironde : +6,91 %, France hors Mayotte : +2,11 %).
| 1793  | 1800  | 1806  | 1821  | 1831  | 1836  | 1841  | 1846  | 1851  |
| ----- | ----- | ----- | ----- | ----- | ----- | ----- | ----- | ----- |
| 1 590 | 1 850 | 1 784 | 2 059 | 2 075 | 1 982 | 1 926 | 2 046 | 2 034 |

| 1856  | 1861  | 1866  | 1872  | 1876  | 1881  | 1886  | 1891  | 1896  |
| ----- | ----- | ----- | ----- | ----- | ----- | ----- | ----- | ----- |
| 2 019 | 2 034 | 2 145 | 2 205 | 2 126 | 2 210 | 2 186 | 1 627 | 1 769 |

| 1901  | 1906  | 1911  | 1921  | 1926  | 1931  | 1936  | 1946  | 1954  |
| ----- | ----- | ----- | ----- | ----- | ----- | ----- | ----- | ----- |
| 1 772 | 1 804 | 1 722 | 1 642 | 1 639 | 1 735 | 1 645 | 1 503 | 1 655 |

| 1962  | 1968  | 1975  | 1982  | 1990  | 1999  | 2006  | 2008  | 2013  |
| ----- | ----- | ----- | ----- | ----- | ----- | ----- | ----- | ----- |
| 1 672 | 1 640 | 1 655 | 1 757 | 1 886 | 2 077 | 2 545 | 2 684 | 3 050 |

| 2018  | 2022  | - | - | - | - | - | - | - |
| ----- | ----- | - | - | - | - | - | - | - |
| 3 222 | 3 468 | - | - | - | - | - | - | - |

NB : la chute de la population entre les recensements de 1886 et 1891 est due à la création de la commune de Saint-Yzan-de-Soudiac.

#### Pyramide des âges
La population de la commune est relativement jeune.
En 2020, le taux de personnes d'un âge inférieur à 30 ans s'élève à 36,5 %, soit au-dessus de la moyenne départementale (35,7 %). À l'inverse, le taux de personnes d'âge supérieur à 60 ans est de 23,9 % la même année, alors qu'il est de 25,2 % au niveau départemental.
En 2020, la commune comptait 1 611 hommes pour 1 702 femmes, soit un taux de 51,37 % de femmes, légèrement inférieur au taux départemental (52,07 %).
Les pyramides des âges de la commune et du département s'établissent comme suit.
| Hommes | Classe d’âge | Femmes |
| ------ | ------------ | ------ |
| 1,3    | 90 ou +      | 3,3    |
| 5,9    | 75-89 ans    | 8,3    |
| 14,7   | 60-74 ans    | 14,3   |
| 20     | 45-59 ans    | 18,8   |
| 20     | 30-44 ans    | 20,4   |
| 15,9   | 15-29 ans    | 14,9   |
| 22,2   | 0-14 ans     | 20     |

| Hommes | Classe d’âge | Femmes |
| ------ | ------------ | ------ |
| 0,7    | 90 ou +      | 1,9    |
| 6,7    | 75-89 ans    | 8,9    |
| 15,7   | 60-74 ans    | 16,8   |
| 19,9   | 45-59 ans    | 19,3   |
| 19,9   | 30-44 ans    | 19,2   |
| 19,4   | 15-29 ans    | 18,1   |
| 17,7   | 0-14 ans     | 15,8   |

## Culture locale et patrimoine

### Lieux et monuments
- Ferme équestre Jappeloup du nom du hameau où elle se situe, appartenant alors à Henri Delage, a vu  naitre le Cheval Jappeloup, médaille d‘or aux Jeux Olympiques de Séoul en 1988, monté par Pierre Durand.
- Église Saint-Savin de Saint-Savin

L'église Saint-Savin de Saint-Savin 

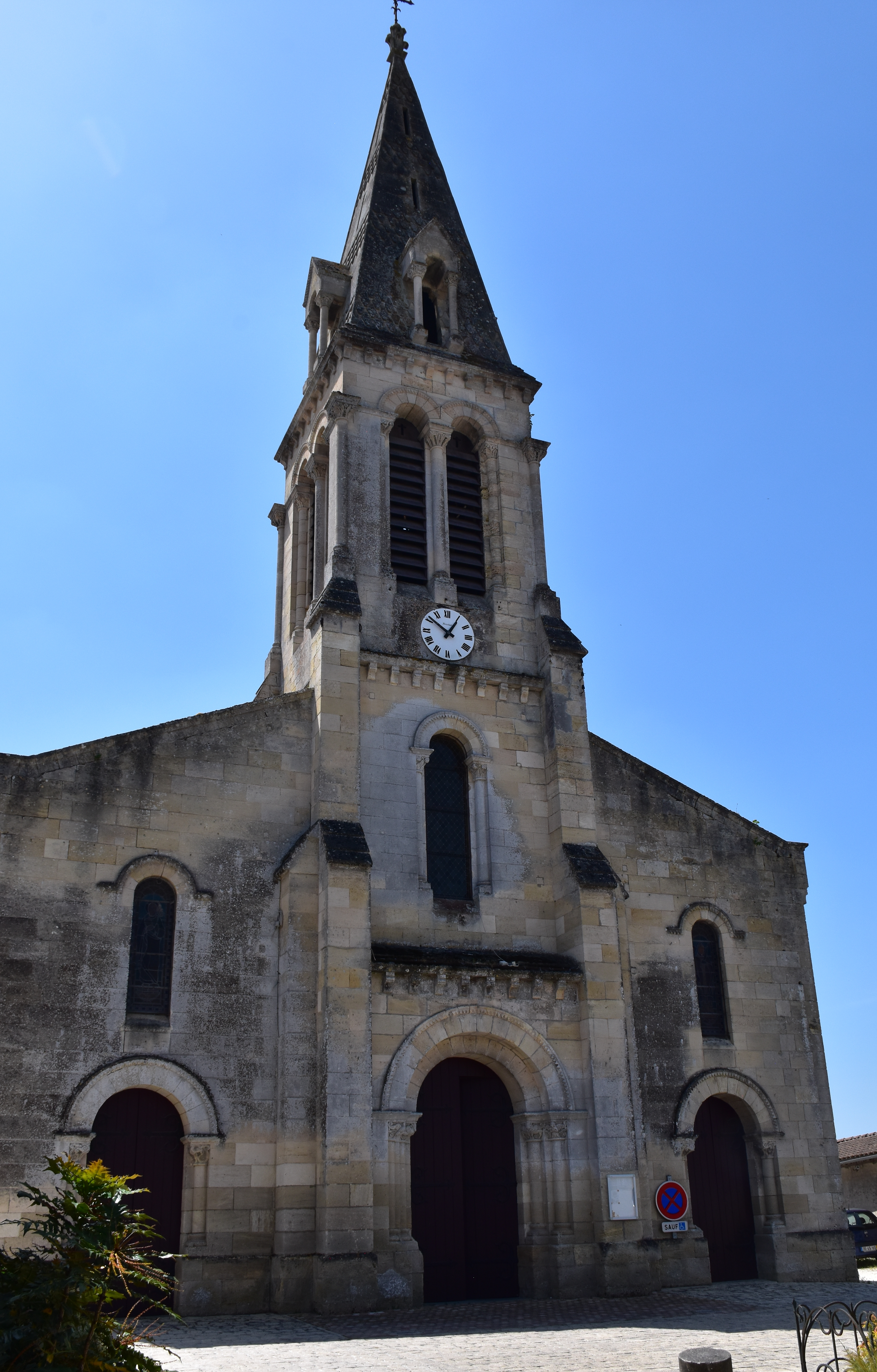
La façade de l'église.
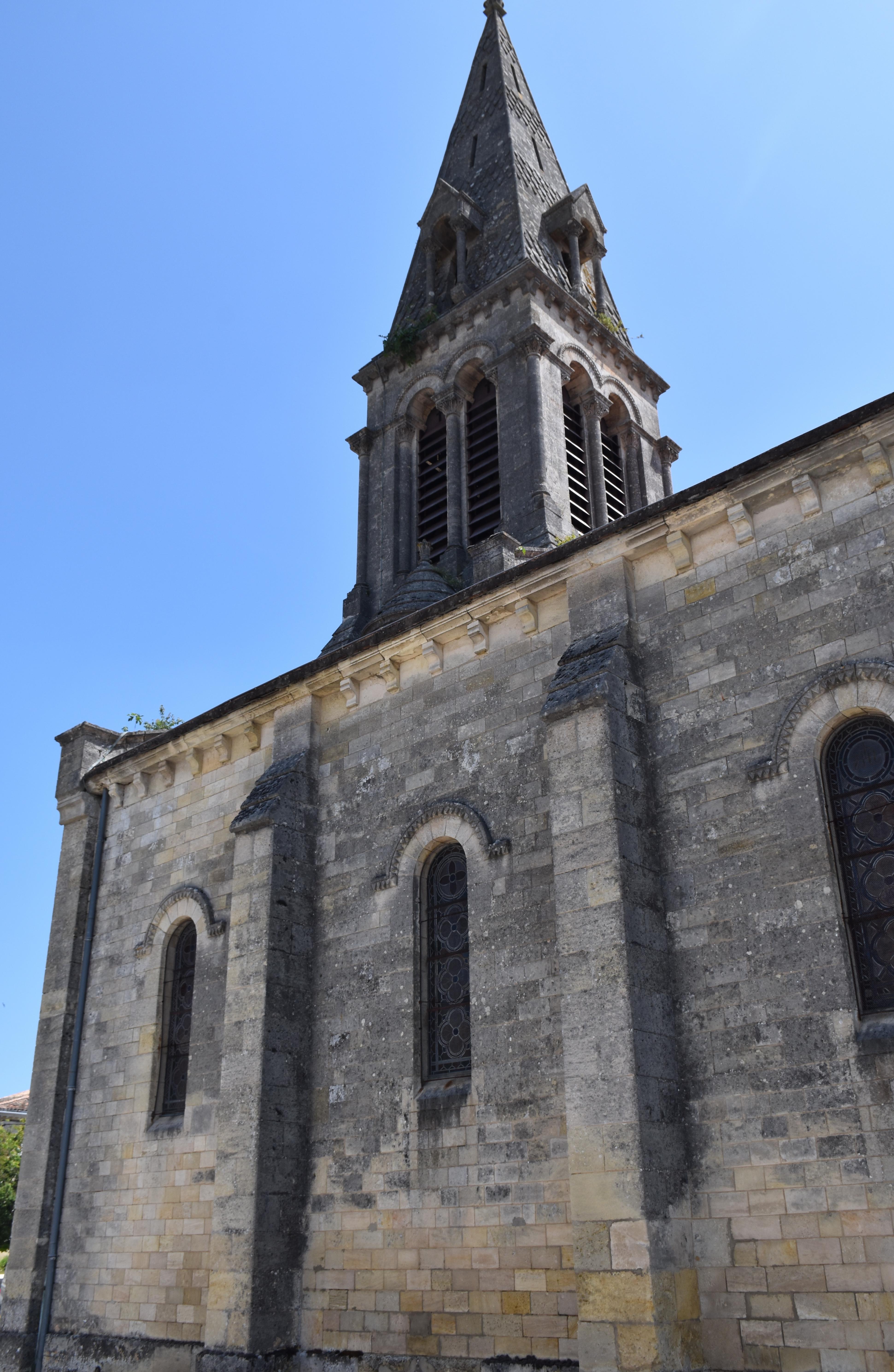
Vue latérale.
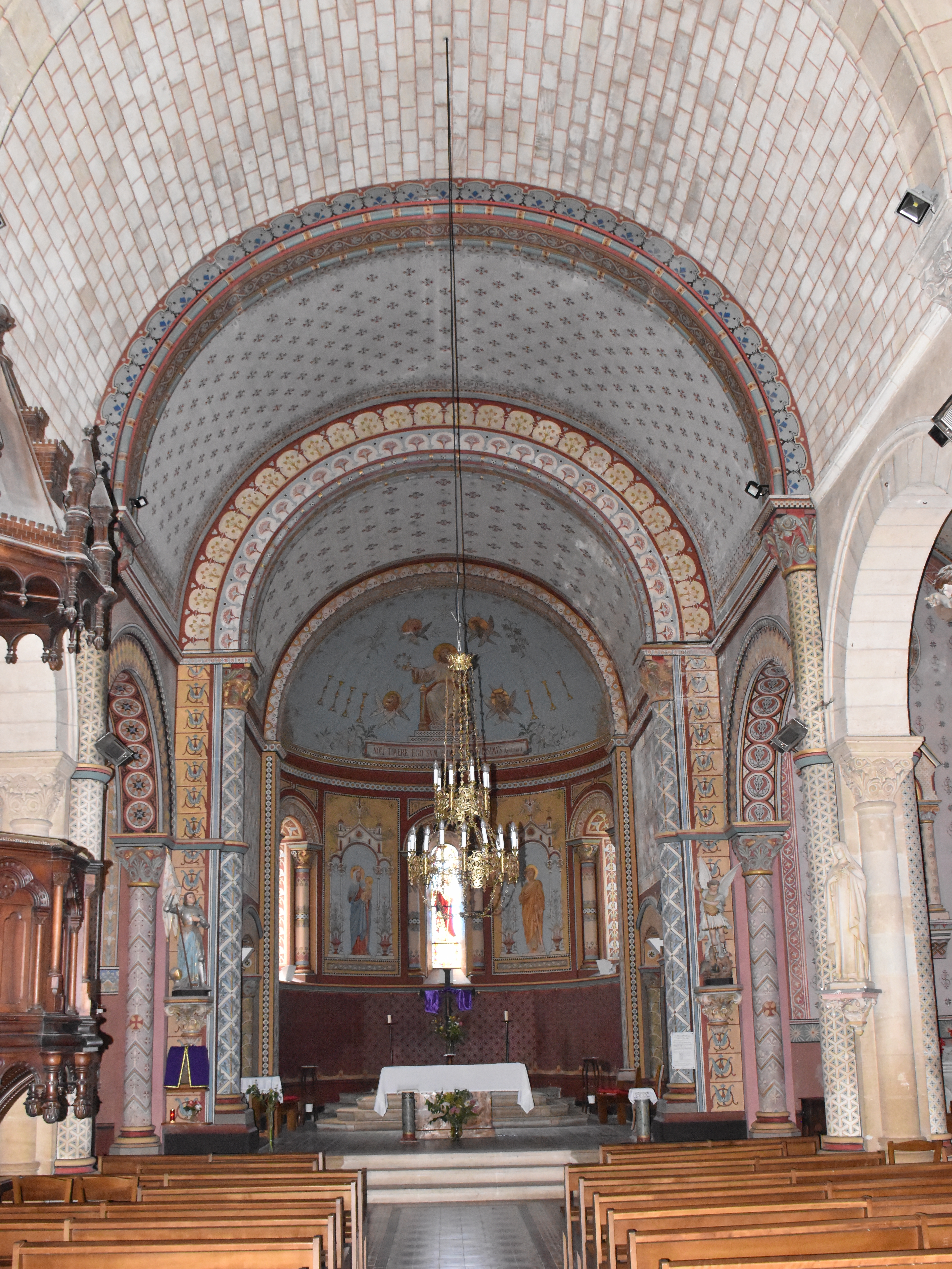
La nef.
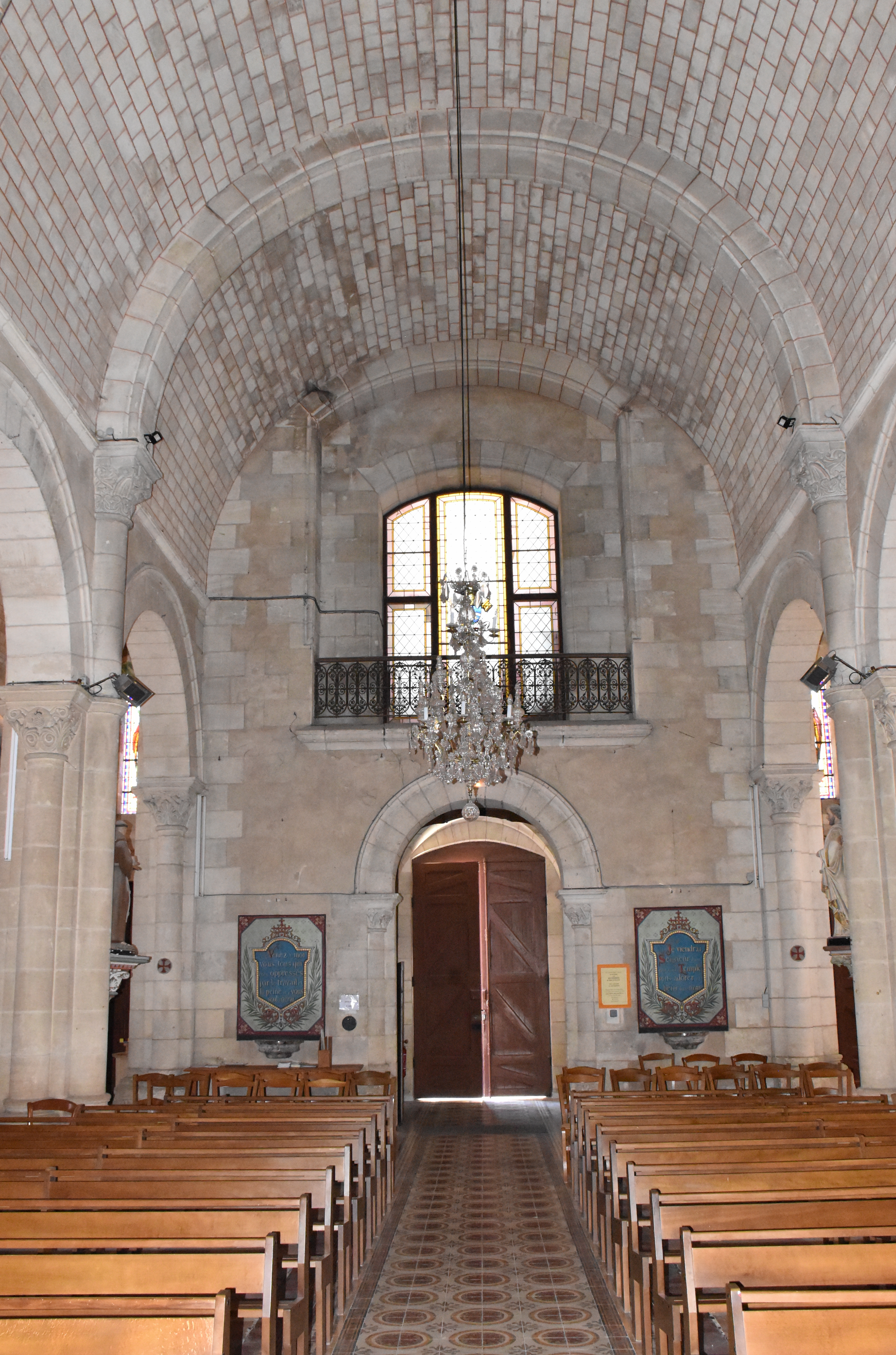
La nef côté porche.
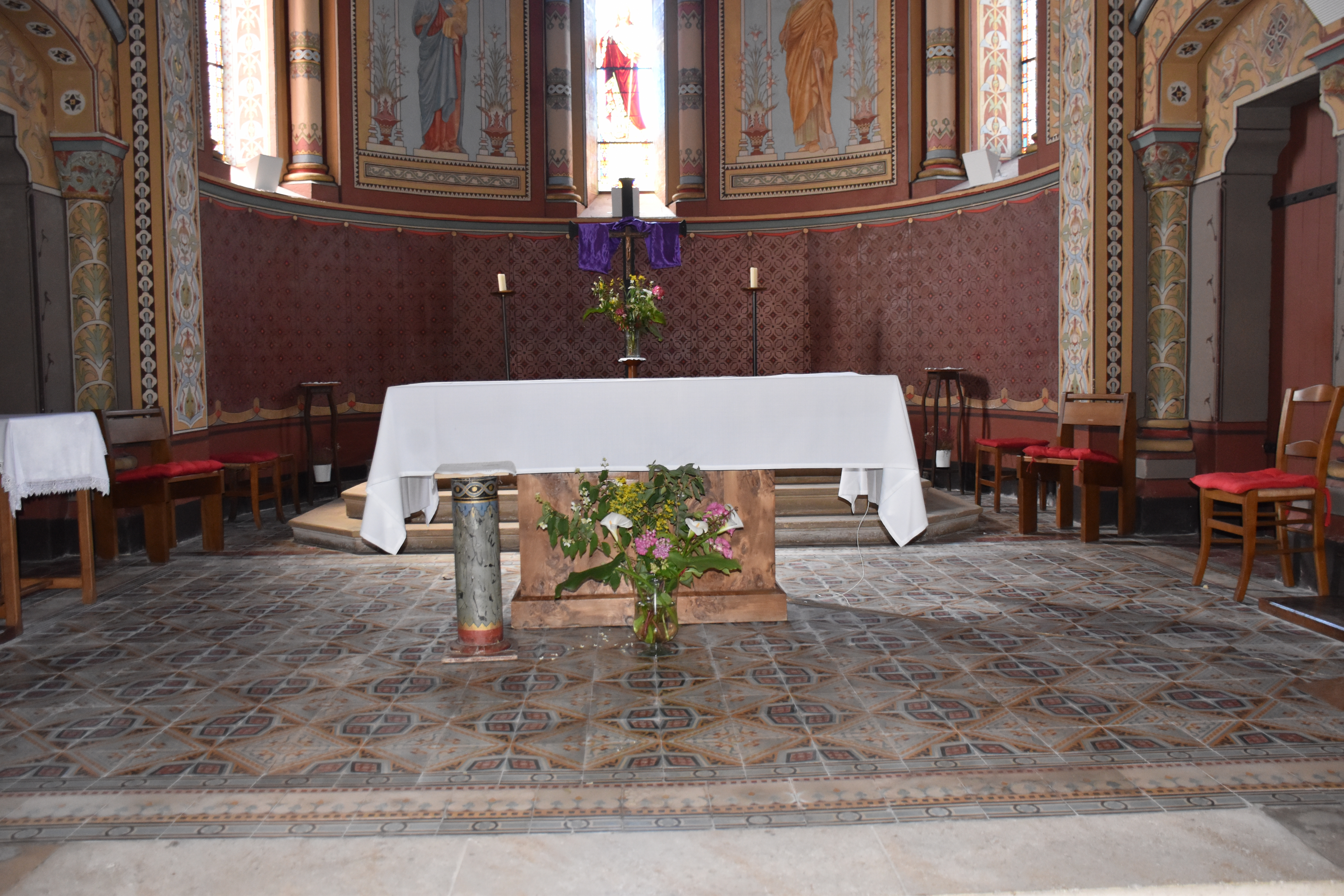
Le chœur.
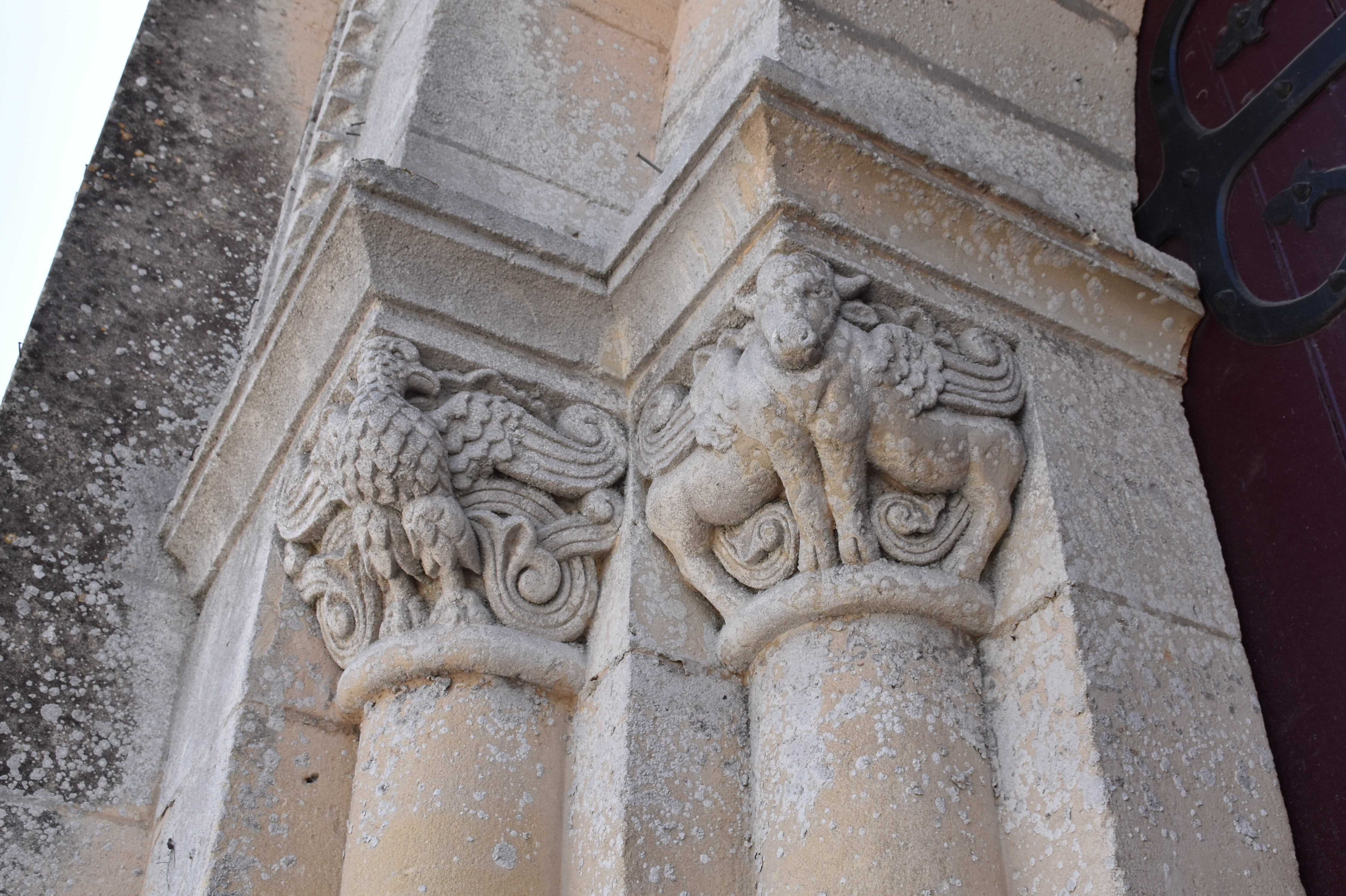
Détail des sculptures du porche.
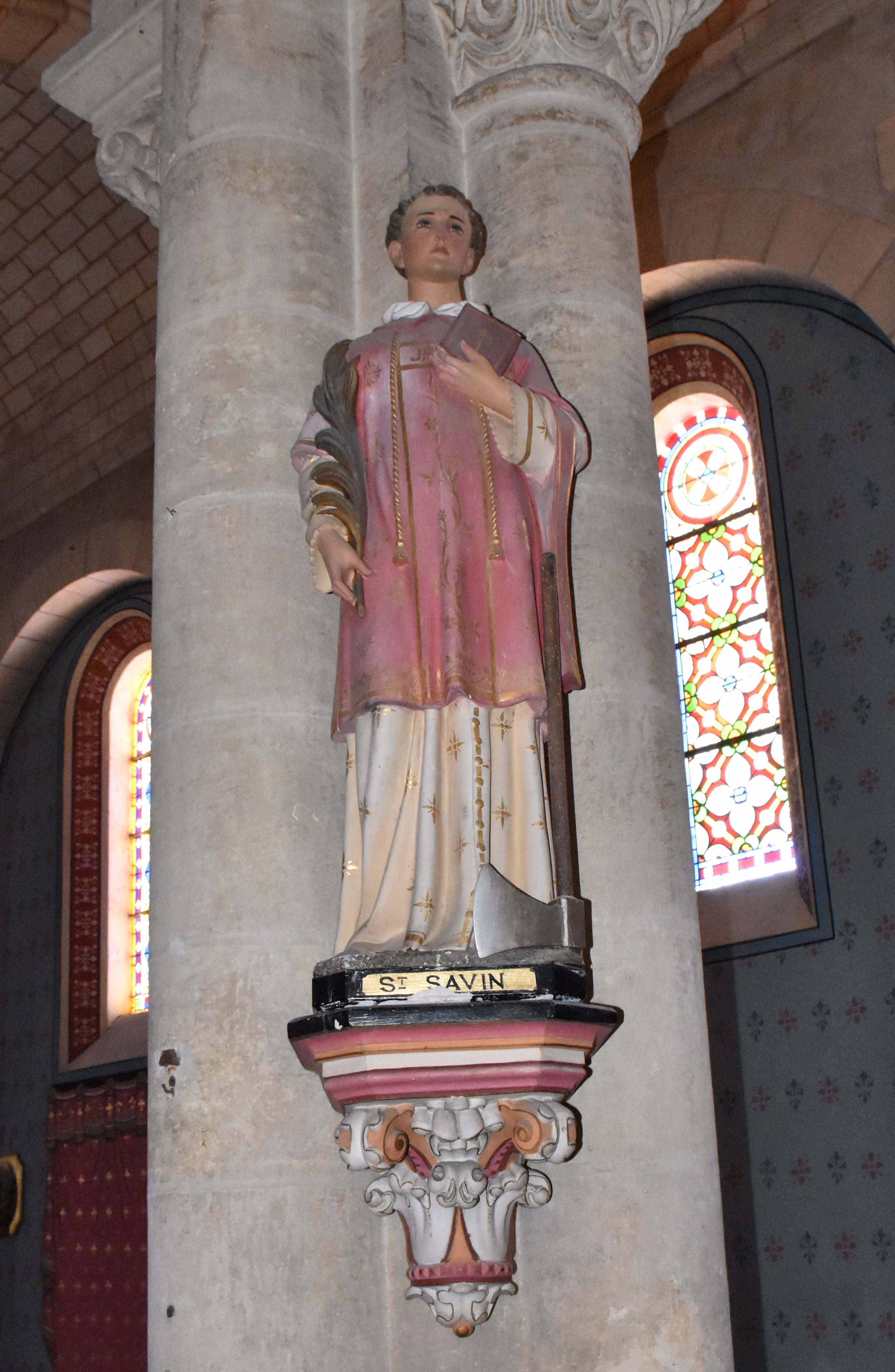
Statue de saint Savin.

### Personnalités liées à la commune
- Henry Delage, éleveur de Jappeloup.
- Michel Hidalgo, sélectionneur de l'équipe de France, y a vécu[32].
- Célestin Joubert (1861-1934), maire de Saint-Savin de 1913 à 1934, éditeur de musique et président de la SACEM de 1915 à 1934.

### Héraldique
| Blason de Saint-Savin | « Écartelé : au 1) et 4) de gueules au lion d’or, au 2) et 3) vairé d’or et d’azur. » |